# محمدی سلیمان
محمدی سلیمان (انگلیسی: Mohamedi Soliman) بازیکن بسکتبال اهل مصر بود که در بازی‌های المپیک تابستانی ۱۹۴۸ شرکت کرده بود.